# Educación en España
La educación en España está actualmente regulada por la Ley Orgánica de Educación (LOE) de 2006, con las modificaciones introducidas por la Ley Orgánica por la que se modifica la LOE de 2006 (LOMLOE) de 2020. La educación es un derecho y un deber universal en España. Por lo tanto, el acceso a la misma es obligatorio, gratuito y está garantizado para el 100% de la población hasta los 16 años. 
La Educación Primaria (EP) y la Educación Secundaria Obligatoria (ESO) conforman la Educación Básica Española. Estas dos fases educativas son obligatorias y gratuitas para todas las personas y comprenden, por lo general, diez años de escolaridad, normalmente entre los 5 y los 16 años de edad. Una vez superada la etapa obligatoria, es posible optar por el Bachillerato, encaminado a obtener el acceso a la educación de grado universitario. Alternativamente, se puede optar por la Formación Profesional (FP) o la incorporación al mundo laboral. 

## Competencias
La Constitución española de 1978 establece un modelo de Estado descentralizado en el que las competencias en materia de educación se reparten entre la Administración General del Estado (representada por el Ministerio de Educación y Formación Profesional), las consejerías o departamentos de Educación de las comunidades autónomas, las administraciones locales y los centros educativos. El Gobierno nacional tiene la potestad de regular las condiciones de obtención, expedición y homologación de los títulos académicos y profesionales, así como las asignaturas impartidas, los criterios de evaluación y su expresión.

## Etapas
| Edad | Denominación del curso               |
| ---- | ------------------------------------ |
| 17   | 2.º Bachillerato                     |
| 16   | 1.º Bachillerato                     |
| 15   | 4.º Educación Secundaria Obligatoria |
| 14   | 3.º Educación Secundaria Obligatoria |
| 13   | 2.º Educación Secundaria Obligatoria |
| 12   | 1.º Educación Secundaria Obligatoria |
| 11   | 6.º Educación Primaria               |
| 10   | 5.º Educación Primaria               |
| 9    | 4.º Educación Primaria               |
| 8    | 3.º Educación Primaria               |
| 7    | 2.º Educación Primaria               |
| 6    | 1.º Educación Primaria               |
| 5    | 3.º Educación Infantil               |
| 4    | 2.º Educación Infantil               |
| 3    | 1.º Educación Infantil               |

De acuerdo con la Ley Orgánica para la Mejora de la Calidad Educativa, el sistema educativo español se organiza en etapas, ciclos, grados, cursos y niveles de enseñanza.
Las enseñanzas que ofrece el sistema educativo son las siguientes:
- Educación infantil
- Educación primaria
- Educación Secundaria Obligatoria
- Bachillerato
- Formación profesional
- Enseñanzas de idiomas
- Enseñanzas artísticas
- Enseñanzas deportivas
- Educación de personas adultas
- Reválida (anterior Selectividad).
- Enseñanza universitaria.

Las enseñanzas de idiomas —a través de las escuelas oficiales de idiomas—, las enseñanzas artísticas y las deportivas tienen la consideración de enseñanzas de régimen especial.

### Educación Infantil
La Educación Infantil (EI) atiende a niños desde el nacimiento hasta los seis años de edad. La Educación Infantil tiene carácter voluntario y su finalidad es la de contribuir al desarrollo físico, afectivo, social e intelectual de los niños.
Está dividida en dos ciclos: el primero, para niños de entre 0 y 3 años; y el segundo, para niños de entre 3 y 6 años. Solamente el segundo ciclo tiene garantizada la gratuidad por ley.

### Educación básica
La educación básica en España es obligatoria y gratuita para todas las personas. Sin embargo, no son gratuitos los materiales educativos y libros de texto. Se desarrolla a lo largo de 10 cursos académicos que, en principio, se corresponden con la etapa de los 6 a los 16 años; esos cursos se distribuyen en dos tramos: la Educación Primaria y la Educación Secundaria Obligatoria.

#### Educación Primaria
La Educación Primaria (EP) es una etapa educativa que comprende seis cursos académicos, que se cursan ordinariamente entre los seis y los doce años de edad. De forma excepcional, el alumnado puede permanecer un curso más en este etapa (necesidades educativas especiales, población desfavorecida e incorporación tardía al sistema educativo español). Estos estudios se realizan en un Centro de Educación Infantil y Primaria, el CEIP.
La finalidad de este nivel educativo será proporcionar a todos los niños una educación común que haga posible la adquisición de aprendizajes. Entre estos están los elementos básicos culturales, la expresión y comprensión oral y escrita, el cálculo, los hábitos de estudio, el trabajo individual y cooperativo, así como favorecer una progresiva autonomía con el fin de fomentar el desarrollo íntegro del alumnado. Esta etapa se organiza en asignaturas y áreas desarrolladas a lo largo de los seis cursos académicos que tienen un carácter obligatorio e integrador. 
Las áreas curriculares de este nivel educativo se estructuran en tres bloques:
- Troncales: Lengua Castellana y Literatura, Matemáticas, Ciencias de la Naturaleza, Ciencias Sociales y Primera Lengua Extranjera.
- Específicas: Educación Física, Religión o Valores Sociales y Cívicos y Educación Artística.
- De libre configuración autonómica: Lengua Cooficial y Literatura (en el caso de las comunidades con dos lenguas oficiales), Segunda Lengua Extranjera u otra materia que pueda escoger el centro.

Metodología: La metodología didáctica se orientará al desarrollo general del alumno, integrando sus distintas experiencias y aprendizajes. La enseñanza tendrá un carácter personal y se adaptará a los distintos ritmos de aprendizaje de cada niño.
Como característica innovadora, la LOMCE incluye la realización de pruebas externas de evaluación por parte del alumnado en tercero y sexto curso, educación en valores como alternativa a religión y un mayor peso de las materias instrumentales.

#### Educación Secundaria Obligatoria
La etapa de Educación Secundaria Obligatoria (ESO) comprende cuatro cursos, que se siguen ordinariamente entre los trece y los dieciséis años de edad. A su vez, se divide en dos ciclos de tres y un cursos académicos cada uno:
- Primer Ciclo (13–15 años (si no repite curso))
  - 1.º ESO
  - 2.º ESO
  - 3.º ESO
- Segundo Ciclo (16 años (si no repite curso))
  - 4.º ESO

Los alumnos que al terminar la ESO hayan alcanzado las competencias básicas y los objetivos de la etapa obtendrán el título de Graduado en Educación Secundaria Obligatoria (GESO), el antiguo Graduado Escolar. El título permitirá acceder al Bachillerato, a la FP de grado I, a los ciclos de grado medio de artes plásticas y diseño, a las enseñanzas deportivas de grado medio y al mundo laboral.
Los alumnos que no obtengan el título de ESO se pueden incorporar a un programa de cualificación profesional.

### Bachillerato
El Bachillerato capacita a los alumnos para acceder a la educación superior.
Comprende dos cursos (1.º y 2.º de Bachillerato) y establecen las siguientes modalidades:
- Artes, a su vez divididas entre artes plásticas (imagen y diseño) y artes escénicas (teatro y danza)
- Ciencias y Tecnología
- Humanidades y Ciencias Sociales

El Bachillerato se organiza en materias comunes, en materias de modalidad y en materias optativas. Los alumnos podrán elegir entre la totalidad de las materias de modalidad establecidas.
Los alumnos que cursen satisfactoriamente el bachillerato en cualquiera de sus modalidades recibirán el título de Bachiller. Para acceder a los estudios universitarios será necesaria la superación de una única prueba que, junto con las calificaciones obtenidas en bachillerato, valorará, con carácter objetivo, la madurez académica y los conocimientos adquiridos en él, así como la capacidad para seguir con éxito los estudios universitarios. La susodicha es la Evaluación de Bachillerato para el Acceso a la Universidad (EBAU o EvAU) o la Prueba de Acceso a los Estudios Universitarios (PAEU, también PAU). La nota media de Bachillerato pondera un 60%, mientras que la nota en la prueba pondera un 40%, la cual puede ser aumentada otro 40% en la fase voluntaria hasta un total de 14 puntos.

### Formación profesional
La formación profesional comprende el conjunto de acciones formativas que capacitan para el desempeño cualificado de las diversas profesiones, el acceso al empleo y la participación activa en la vida social, cultural y económica. Incluye las enseñanzas propias de la formación profesional inicial, las acciones de inserción y reinserción laboral de los trabajadores así como las orientadas a la formación continua en las empresas, que permitan la adquisición y actualización permanente de las competencias profesionales.
La regulación contenida en la Ley Orgánica de Educación se refiere a la formación profesional inicial que forma parte del sistema educativo.
La formación profesional en el sistema educativo comprende un conjunto de ciclos formativos con una organización modular (la evaluación del aprendizaje del alumnado en los ciclos formativos se realizará por módulos profesionales; la superación de un ciclo formativo requerirá la evaluación positiva en todos los módulos que lo componen), de duración variable y contenidos teórico-prácticos adecuados a los diversos campos profesionales. Los ciclos formativos serán de grado medio y de grado superior y estarán referidos al Catálogo Nacional de Cualificaciones Profesionales.
Podrán cursar la formación profesional de grado medio quienes se hallen en posesión del título de Graduado en Educación Secundaria Obligatoria. Podrán cursar la formación profesional de grado superior quienes se hallen en posesión del título de Bachiller.
También podrán acceder a la formación profesional aquellos aspirantes que, careciendo de los requisitos académicos, superen una prueba de acceso regulada por las Administraciones educativas. Para acceder por esta vía a ciclos formativos de grado medio se requerirá tener diecisiete años como mínimo, y diecinueve para acceder a ciclos formativos de grado superior, cumplidos en el año de realización de la prueba o dieciocho si se acredita estar en posesión de un título de Técnico relacionado con aquel al que se desea acceder.
Los alumnos que superen las enseñanzas de formación profesional de grado medio recibirán el título de Técnico de la correspondiente profesión. El título de Técnico, en el caso del alumnado que haya cursado la formación profesional de grado medio, permitirá el acceso directo a todas las modalidades de Bachillerato. Los alumnos que superen las enseñanzas de formación profesional de grado superior obtendrán el título de Técnico Superior. El título de Técnico Superior permitirá el acceso a ciertos estudios universitarios.

### Enseñanzas de régimen especial
Las enseñanzas que comprenden este apartado no están integrados en los niveles, las etapas o los ciclos que constituyen el régimen general. Tienen su estructura y su nivel propios, y pueden ir desde las enseñanzas elementales hasta estudios equivalentes a diplomatura o licenciatura.
Son enseñanzas de régimen especial:
1. Artes plásticas y Diseño
2. Conservación y Restauración de bienes culturales
3. Música
4. Danza
5. Arte Dramático (Teatro)
6. Idiomas
7. Carrera Militar

#### Enseñanzas artísticas y de diseño
Son enseñanzas artísticas las siguientes: 
- Las enseñanzas elementales de música y de danza.
- Las enseñanzas artísticas profesionales. Tienen esta condición las enseñanzas profesionales de música y danza, así como los grados medio y superior de artes plásticas y diseño.
- Las enseñanzas artísticas superiores. Tienen esta condición los estudios superiores de música y de danza, las enseñanzas de arte dramático, las enseñanzas de conservación y restauración de bienes culturales, los estudios superiores de diseño y los estudios superiores de artes plásticas, entre los que se incluyen los estudios superiores de cerámica y los estudios superiores del vidrio.

##### Enseñanzas profesionales de música y de danza
Las enseñanzas profesionales de música y de danza se organizarán en un grado de seis cursos de duración. Para acceder a las enseñanzas profesionales de música y de danza será preciso superar una prueba específica de acceso a la enseñanza o, alternativamente a elección del alumno, a cada curso.
La superación de las enseñanzas profesionales de música o de danza dará derecho a la obtención del título profesional correspondiente. El alumnado que finalice las enseñanzas profesionales de música y danza, obtendrá el título de Bachiller si supera las materias comunes del bachillerato, aunque no haya realizado el bachillerato de la modalidad de artes en su vía específica de música y danza.

##### Enseñanzas de artes plásticas y diseño
Las enseñanzas de artes plásticas y diseño se organizarán en ciclos de formación específica. Para acceder al grado medio de las enseñanzas de artes plásticas y diseño será necesario estar en posesión del título de Graduado en Educación Secundaria Obligatoria y, además, acreditar las aptitudes necesarias mediante la superación de una prueba específica.
Podrán acceder al grado superior de artes plásticas y diseño quienes tengan el título de Bachiller y superen una prueba que permita demostrar las aptitudes necesarias para cursar con aprovechamiento las enseñanzas de que se trate. También podrán acceder a los grados medio y superior de estas enseñanzas aquellos aspirantes que, careciendo de los requisitos académicos, superen una prueba de acceso. Para acceder por esta vía a ciclos formativos de grado medio se requerirá tener diecisiete años como mínimo, y diecinueve para el acceso al grado superior.
Los alumnos que superen el grado medio de artes plásticas y diseño recibirán el título de Técnico de Artes Plásticas y Diseño en la especialidad correspondiente. El título de Técnico de Artes Plásticas y Diseño permitirá el acceso directo a la modalidad de artes de bachillerato. Los alumnos que superen el grado superior de artes plásticas y diseño recibirán el título de Técnico Superior de Artes Plásticas y Diseño en la especialidad correspondiente.

##### Enseñanzas artísticas superiores
Estudios superiores de música y de danza y Enseñanzas de arte dramático
Los estudios superiores de música y de danza se organizarán en diferentes especialidades y consistirán en un ciclo. Las enseñanzas de arte dramático comprenderán un solo grado de carácter superior.
Para acceder a estos estudios superiores será preciso reunir los requisitos siguientes:
- Estar en posesión del título de Bachiller o haber superado la prueba de acceso a la universidad para mayores de 25 años.
- Haber superado una prueba específica de acceso.

Los alumnos que hayan terminado los estudios superiores obtendrán el título superior, que será equivalente a todos los efectos al título universitario de Licenciado o el título de grado equivalente.
Enseñanzas de conservación y restauración de bienes culturales y Estudios superiores de artes plásticas y diseño
Para el acceso se requerirá estar en posesión del título de Bachiller y superar una prueba de acceso. Los alumnos que superen estos estudios obtendrán el título superior, que será equivalente a todos los efectos al título universitario de Diplomado o el título de grado equivalente.

#### Enseñanzas deportivas
Las enseñanzas deportivas se organizarán tomando como base las modalidades deportivas, y, en su caso, sus especialidades, de conformidad con el reconocimiento otorgado por el Consejo Superior de Deportes. Las enseñanzas deportivas se estructurarán en dos grados, grado medio y grado superior, y podrán estar referidas al Catálogo Nacional de Cualificaciones Profesionales. Para acceder al grado medio será necesario el título de Graduado en Educación Secundaria Obligatoria. Para acceder al grado superior será necesario el título de Bachiller y el de Técnico deportivo, en la modalidad o especialidad correspondiente. También podrán acceder a ambos grados aquellas personas que superen una prueba de entrada en cada grado.
Las enseñanzas deportivas se organizarán en bloques y módulos. Quienes superen las enseñanzas deportivas del grado medio recibirán el título de Técnico Deportivo en la modalidad o especialidad deportiva correspondiente. Quienes superen las enseñanzas deportivas del grado superior recibirán el título de Técnico Deportivo Superior en la modalidad o especialidad deportiva correspondiente. El título de Técnico Deportivo Superior permitirá el acceso a los estudios universitarios que se determine.

### Educación de personas adultas
La educación de personas adultas tiene la finalidad de ofrecer a todos los mayores de dieciocho años la posibilidad de adquirir, actualizar, completar o ampliar sus conocimientos y aptitudes para su desarrollo personal y profesional. Además de las personas adultas, excepcionalmente, podrán cursar estas enseñanzas los mayores de dieciséis años.

### Enseñanza universitaria
La enseñanza universitaria en España está regulada actualmente por:
- la Ley Orgánica 6/2001, de 21 de diciembre, de Universidades.
- y la Ley Orgánica 4/2007 de 12 de abril, por la que se modifica la Ley Orgánica 6/2001.[8]

Tras la incorporación al Espacio Europeo de Educación Superior, los títulos universitarios oficiales se distribuyen en:
- Grado: Estudio universitario de entre tres y cuatro años.
- Máster: Estudio de entre uno y dos años de duración, para cuya matriculación es necesario tener previamente un título de Grado o equivalente (diplomado o ingeniero técnico).
- Doctorado: Estudio para cuya matriculación es necesario tener previamente el título de Máster o equivalente (licenciado, ingeniero o arquitecto).

## Centros educativos
En España hay tres tipos de centros educativos atendiendo a su fuente de financiación:
- Centros públicos, financiados con fondos públicos;
- Centros privados concertados (o simplemente centros concertados), financiados con fondos públicos a través de los llamados conciertos educativos, y de forma complementaria por cuotas voluntarias de las familias de los alumnos;
- Centros privados no concertados (o simplemente centros privados), financiados por las cuotas aportadas por las familias de los alumnos, aunque también pueden recibir ingresos procedentes de subvenciones o de instituciones privadas de las que puedan depender los centros (tales como fundaciones, sociedades cooperativas u órdenes religiosas).[9]

En el curso 2018-2019, hay 8 217 662 estudiantes matriculados en centros de educación no universitaria, de los que 5 514 746 (el 67,1 %) lo están en centros públicos, 2 102 403 (el 25,6 %) en centros privados concertados y 600 513 (el 7,3 %) en centros privados no concertados.

### Centros públicos
Los centros públicos tienen una denominación específica según las enseñanzas que imparten, regulada en el artículo 111 de la LOE. Las principales denominaciones son:
- Escuela Infantil (EI), si ofrece la etapa completa (0-6 años), o bien solo el primer ciclo (0 - 3 años) y de segundo ciclo (3 - 6 años), en la etapa de Educación Infantil;
- Colegio de Educación Primaria (CEP);
- Colegio de Educación Infantil y Primaria (CEIP);
- Instituto de Educación Secundaria (IES), que imparte ESO, Bachillerato o ciclos formativos de Formación Profesional.
- Centro de Integrado de Formación Profesional (CIFP);

### Centros privados
La educación privada se oferta habitualmente en centros integrados con la denominación de colegio. La mayor parte son centros religiosos católicos, integrados en la Federación Española de Religiosos de Enseñanza Titulares de Centros Católicos (FERE-CECA), organismo representado por su marca «Escuelas Católicas».